# Cylloceria trishae
Cylloceria trishae là một loài tò vò trong họ Ichneumonidae.